# Organiste de Finsch
Euphonia finschi
Espèce
Statut de conservation UICN

 LC  : Préoccupation mineure
L'Organiste de Finsch (Euphonia finschi) est une espèce d'oiseau de la famille des Fringillidae.

## Systématique
Le nom scientifique complet (avec auteur) de ce taxon est Euphonia finschi P.L.Sclater & Salvin, 1877.
Ce taxon porte en français le nom vernaculaire ou normalisé suivant : Organiste de Finsch,.